# Weissbergit
Weissbergit ist ein sehr selten vorkommendes Mineral aus der Mineralklasse der „Sulfide und Sulfosalze“ mit der chemischen Zusammensetzung TlSbS2, besteht also aus Thallium, Antimon und Schwefel mit dem Kation/Chalkogen-Verhältnis von 1 : 1. Weissbergit ist damit nach der Nomenklatur der International Mineralogical Association (IMA) ein binäres Sulfosalz.
Weissbergit kristallisiert im triklinen Kristallsystem und findet sich meist in Form unregelmäßiger Körner bis etwa 0,5 Millimeter Größe, entwickelt aber gelegentlich auch prismatische bis tafelige Kristalle mit parallel gestreiften Oberflächen entlang der Längsachse.
Das Mineral ist in jeder Form undurchsichtig (opak) und zeigt auf den stahlgrauen, im Auflicht auch cremeweiß erscheinenden, Oberflächen einen metallischen Glanz. Auf der Strichtafel hinterlässt Weissbergit einen dunkelgrauen Strich.

## Etymologie und Geschichte
Erstmals entdeckt wurde Weissbergit auf einer gezielten Suche nach einem Antimonanalogon von Lorándit (TlAsS2) in der „Carlin-Goldmine“ bei Elko im US-Bundesstaat Nevada. Die Erstbeschreibung erfolgte 1978 durch Frank W. Dickson and Arthur S. Radtke, die das Mineral nach dem amerikanischen Geologen und Mineralogen Byron G. Weissberg (* 1930) benannten, um dessen Beiträge in Bezug auf die Geochemie von epithermalen Hydrothermalprozessen zu ehren.
Das Typmaterial des Minerals wird in der Epithermalen Mineralsammlung der Geologischen Abteilung der Stanford University bei Palo Alto (Kalifornien) sowie im National Museum of Natural History in Washington, D.C. unter der Katalog-Nr. 144274 aufbewahrt.

## Klassifikation
Da der Weissbergit erst 1975 als eigenständiges Mineral anerkannt und dies erst 1978 publiziert wurde, ist er in der seit 1977 veralteten 8. Auflage der Mineralsystematik nach Strunz noch nicht verzeichnet. Einzig im Lapis-Mineralienverzeichnis nach Stefan Weiß, das sich aus Rücksicht auf private Sammler und institutionelle Sammlungen noch nach dieser alten Form der Systematik von Karl Hugo Strunz richtet, erhielt das Mineral die System- und Mineral-Nr. II/E.13-60. In der „Lapis-Systematik“ entspricht dies der Klasse der „Sulfide und Sulfosalze“ und dort der Abteilung „Sulfosalze (S : As,Sb,Bi = x)“, wobei die Gruppen E.10 bis E.14 Sulfosalze mit vorherrschend Thallium und/oder Quecksilber und x = 4,0 bis 1,6 enthalten. Weissbergit bildet hier zusammen mit Edenharterit, Grumiplucit, Hutchinsonit, Jentschit, Livingstonit, Lorándit, Richardsollyit, Simonit, Tvalchrelidzeit, Vaughanit und Vrbait eine eigenständige, aber unbenannte Gruppe (Stand 2018).
Die seit 2001 gültige und von der IMA zuletzt 2009 aktualisierte 9. Auflage der Strunz’schen Mineralsystematik ordnet den Weissbergit in die Abteilung der „Sulfosalze mit SnS als Vorbild“ ein. Diese ist weiter unterteilt nach den in der Verbindung vorherrschenden Metallen, so dass das Mineral entsprechend seiner Zusammensetzung in der Unterabteilung „Mit Thallium (Tl)“ zu finden ist, wo es nur noch zusammen mit Lorándit die „Lorándit-Weissbergit-Gruppe“ mit der System-Nr. 2.HD.05 bildet.
Auch die vorwiegend im englischen Sprachraum gebräuchliche Systematik der Minerale nach Dana ordnet den Weissbergit in die Klasse der „Sulfide und Sulfosalze“ und dort in die Abteilung der „Sulfosalze“ ein. Hier ist er als einziges Mitglied in der unbenannten Gruppe 03.07.07 innerhalb der Unterabteilung „Sulfosalze mit dem Verhältnis z/y = 2 und der Zusammensetzung (A+)i(A2+)j[ByCz], A = Metalle, B = Halbmetalle, C = Nichtmetalle“ zu finden.

## Chemismus
Die idealisierte (theoretische) Zusammensetzung von Weissbergit (TlSbS2) besteht aus einem Massenanteil (Gewichts-%) von 52,37 % Thallium (Tl), 31,20 % Antimon (Sb) und 16,43 % Schwefel (S).
Mikrosondenanalysen an vier Körnern des Minerals aus der Typlokalität „Carlin-Goldmine“ in Nevada ergab eine fast formelreine Zusammensetzung von 52,3 bis 52,9 Gew.-% Tl, 30,8 bis 31,4 Gew.-% Sb und 16,3 bis 16,5 Gew.-% S.

## Kristallstruktur
Weissbergit kristallisiert triklin in der Raumgruppe P1 (Raumgruppen-Nr. 2) mit den Gitterparametern a = 6,12 Å; b = 6,29 Å; c = 11,84 Å; α = 101,3°; β = 98,44° und γ = 103,2° sowie 4 Formeleinheiten pro Elementarzelle.

## Bildung und Fundorte
Weissbergit bildet sich durch hydrothermale Vorgänge in verkieselten Brekzien aus dolomitischen Karbonatgesteinen, wo er meist vergesellschaftet mit Stibnit und Quarz auftritt.
Neben seiner Typlokalität „Carlin-Goldmine“ konnte das Mineral in den Vereinigten Staaten bisher nur noch in einem Thallium-Prospektionsgebiet am Lookout Pass bei Little Valley im Tooele County von Utah gefunden werden.
Weitere bisher bekannte Fundorte sind das Gold-Arsen-Antimon-Thallium-Vorkommen Allchar im Süden Nordmazedoniens und das Khokhoy-Goldfeld am gleichnamigen Fluss Khokhoy, einem rechten Nebenfluss der Amga in der zur russischen Föderation gehörenden in der Republik Sacha (Stand 2020).
Ein weiterer publizierter Fundort war die Grube „Lengenbach“ im Binntal im Schweizer Kanton Wallis, der arsenreichen Weissbergit enthalten sollte. Dan Topa, Stefan Graeser, Berthold Stoeger, Thomas Raber und Chris Stanley fanden allerdings 2019 weder arsenfreien, noch arsenarmen Weissbergit in dieser Grube. Stattdessen entdeckten sie ein neues Mineral mit der Zusammensetzung Tl4(Sb4–xAsx)S8 (mit 1 < x < 2), dass sie Drechslerit nannten.